# Sant Llorenç de Castellnou
L'església de Sant Llorenç de Castellnou és una capella de la parròquia de Sant Salvador de Toló que consta en una visita pastoral del 1758 com a tal església depenent. És a la caseria de Castellnou.
Actualment, en queden algunes restes: era un edifici d'una sola nau, amb absis semicircular, datable, per l'aparell de carreus regulars i ben tallats, en el segle xi. Tanmateix, només es conserven algunes filades, de totes les parets que, això sí, en permeten de veure la planta.